# Plestiodon septentrionalis
Plestiodon septentrionalis (прерієвий сцинк) — вид сцинкоподібних ящірок родини сцинкових (Scincidae). Мешкає в Північній Америці.

## Опис
Прерієві сцинки — невеликі або середнього розміру сцинки, довжина яких становить 13-22 см (враховуючи хвіст). У дорослих сцинків верхня частина тіла коричнева або бура, боки темніші, уздовж боків і спини іде кілька тонких світліших смуг. Молоді сцинки мають яскраво-сині хвости, які з віком тьмяніють.

## Підвиди
Виділяють два підвиди:
- Plestiodon septentrionalis obtusirostris (Bocourt, 1879);
- Plestiodon septentrionalis septentrionalis (Baird, 1859).

## Поширення і екологія
Прерієві сцинки широко поширені на Великих Американських рівнинах. Їх ареал диз'юкнтивний. Представники північного підвиду поширені від сходу Північної Дакоти, Міннесоти і північно-західного Вісконсина на південь через схід Північної і Південної Дакоти, Айову, схід Небраски, Канзас і північний захід Міссурі до центрального Канзасу, а представники південної — від півдня Канзасу через Оклахому до узбережжя Мексиканської затоки в Техасі та північно-західної Луїзіани. Невелика ізольована популяція північного підвиду мешкає на південному заході Манітоби в Канаді — це єдина ящірка в Манітобі та один із семи видів ящірок, що зустрічається в Канаді.
Прерієві сцинки живуть у відкритих преріях з пухким ґрунтом або у піщаних місцевостях, бажано поблизу скель, на яких можна грітися на сонці та поблизу води. Добре риють нори, часто ховаються в них, вдадають у сплячку з кінця березня до кінця квітня. Живляться дрібними безхребетними, зокрема павуками, цвіркунами і кониками, але уникають мурах. Відкладають яйця.